# Franca Ronchetti
Franca Ronchetti (Como, 1º settembre 1929 – Torino, 4 gennaio 2018) è stata una cestista italiana.
Era la sorella di Liliana Ronchetti.

## Carriera
Ha vinto per sette volte il campionato italiano femminile, quattro di fila dal 1950 al 1953 con la Ginnastica Comense 1872 di Como sotto la guida di Enrico Garbosi, e tre con il Gruppo Sportivo FIAT di Torino. Ha fatto parte della Nazionale di pallacanestro femminile dell'Italia al Campionato europeo femminile di pallacanestro 1950 disputato in Ungheria, e a quello del 1952 in Unione Sovietica. Era sposata con Giorgio Bongiovanni, anch'egli azzurro negli anni 50 e giocatore del Gira Bologna.